# Batracomorphus nervoviridis
Batracomorphus nervoviridis är en insektsart som beskrevs av Evans 1972. Batracomorphus nervoviridis ingår i släktet Batracomorphus och familjen dvärgstritar. Inga underarter finns listade i Catalogue of Life.